# Wladimir Costa
Wladimir Afonso da Costa Rabelo (Belém, 16 de janeiro de 1964) é um empresário, cantor, compositor, apresentador de TV, político e radialista brasileiro atualmente filiado ao Solidariedade. Exerceu quatro mandatos de deputado federal pelo Pará, sendo o último conquistado através da quota partidária.
Marcado por atuação controversa e caricata, o ex-deputado já foi chamado de exibicionista pelo El País, e durante seu mandato foi um dos apoiadores do ex-deputado Eduardo Cunha.
Tentou candidatar-se ao cargo de senador nas eleições de 2018, porém sua candidatura foi indeferida pelo Tribunal Regional Eleitoral do Pará.
Wlad, como é conhecido, é proprietário da Rádio Metropolitana FM 94,3 de Barcarena, PA e da Tv Capital 17.1.

## Biografia
Sua atuação como parlamentar é marcado pela baixa assiduidade e excentricidade, ficando conhecido pelas cenas cômicas durante sessões decisivas na Câmara, como a distribuição de farinha de mandioca e a soltura de roedores no plenário.
Foi reeleito deputado federal em 2014, para a 55.ª legislatura (2015-2019).
Votou a favor do Processo de impeachment de Dilma Rousseff, tendo ficado famoso pelo uso da bandeira enrolada ao pescoço, por citar sua "mãezinha Nega Lucimar" no discurso, e por soltar confetes no plenário.
Durante o Processo de cassação de Eduardo Cunha, fez parte da chamada "tropa de choque" de Cunha defendendo-o no Conselho de Ética e Decoro Parlamentar da Câmara dos Deputados do Brasil. Em 14 de junho de 2016, mudou seu voto assim que a derrota de Cunha se tornou irreversível com o voto da deputada federal Tia Eron, do PRB da Bahia.
Em 8 de julho de 2016, teve seu mandato cassado pelo TRE do Pará por crime de Caixa dois na sua eleição à Câmara, onde teria sonegado gastos que somaram R$ 410 mil. Como a decisão é em primeira instância, Costa pôde recorrer ao Tribunal Superior Eleitoral (TSE) sem deixar o mandato.
Já no Governo Michel Temer, votou a favor da PEC do Teto dos Gastos Públicos. Em abril de 2017 foi favorável à Reforma Trabalhista. 
O deputado  também teve destaque na mídia em 2017 por tatuar o nome do presidente Michel Temer (PMDB) em seu ombro e por pedir fotos íntimas a uma mulher desconhecida, por whatsapp, durante a votação da Comissão de Constituição e Justiça (CCJ) a respeito da denúncia contra o presidente Michel Temer (PMDB).
Em agosto de 2017 votou contra o processo em que se pedia abertura de investigação do então presidente Michel Temer, ajudando a arquivar a denúncia do Ministério Público Federal.
Na sessão do dia 25 de outubro de 2017, o deputado, mais uma vez, votou contra o prosseguimento da investigação do então presidente Michel Temer, acusado pelos crimes de obstrução de Justiça e organização criminosa. O resultado da votação livrou o Michel Temer de uma investigação por parte do Supremo Tribunal Federal (STF). 

## Processos criminais
Em 2016, Wladimir teve seus bens bloqueados pela justiça por ordem do Ministério Público Estadual do Pará, por crime de desvio de mais de 200 mil reais de verba pública da SEEL (Goveno do Pará), para organização de evento de canoagem que nunca ocorreu.
Até agosto de 2014, Wladimir respondia a pelo menos outros quatro processos criminais que, por seu mandato de deputado, correm junto ao STF pela prerrogativa de foro privilegiado que o cargo possui. Nenhum possui previsão de julgamento.
- Denúncia (INQ 2312) do Ministério Público Federal e na Ação Penal (AP 528): réu em Crime de Peculato. - Desde 2010 aguarda julgamento, junto com seu irmão, Wlaudecir Costa, denunciados por contratação de funcionários fantasmas para o gabinete do parlamentar.[18]
- Ação Penal nº 474: réu em crime de calúnia, injúria e difamação.  - Desde 2006 aguarda julgamento por acusações falsas contra o ex-senador Ademir Galvão Andrade.[18]
- AP 415:  réu em crime de calúnia, injúria e difamação.  - Também usou seu programa de TV para fazer acusações falsas contra o prefeito de Belém Edmilson Rodrigues.[18]
- Inquérito (INQ) 2915:  réu pelos mesmos crimes, difamação. - Do prefeito de Nova Timboteua (PA), à época dos fatos, Antônio Nazaré Elias Correa.[18]

Em abril de 2024, foi preso pela Polícia Federal, suspeito de cometer crimes eleitorais, com violência política fazendo postagens ofensivas e expondo a vida privada da deputada Renilce Nicodemos.